# Duck dich, Duck!
Duck dich, Duck! (Originaltitel: Duck! Rabbit, Duck!) ist ein Merrie-Melodies-Cartoon mit Bugs Bunny, Daffy Duck und Elmer Fudd in den Hauptrollen. Der Kurzfilm wurde unter der Regie von Chuck Jones produziert und am 3. Oktober 1953 von Warner Bros. veröffentlicht. Er ist der dritte und letzte Teil von Jones’ „Jagd-Trilogie“, zu der auch die beiden Cartoons Die Jagdsaison ist eröffnet (Originaltitel: Rabbit Fire; 1951) und Waidmanns Heil (Originaltitel: Rabbit Seasoning; 1952) zählen.

## Handlung
Daffy Duck baut jedes "Entensaison"-Schild ab und verbrennt sie, um sich im Winter zu wärmen und zu verhindern, dass er gejagt wird. Elmer, der bereits auf die Jagd eingestellt ist, sieht Daffy, der mehrere Zeichen verwendet, um Elmer Fudd davon zu überzeugen, dass Hasensaison ist. Elmer Fudd folgt einer gelben Linie zum Hasenbau von Bugs Bunny. Daffy lockt Bugs Bunny heraus, indem er ihn um eine Tasse Tee bittet. Gerade als Bugs Bunny aus seinem Hasenbau herauskommt, richtet Elmer Fudd die Waffe auf ihn und trifft seine Tasse, die nun zerlöchert ist. Danach rennt er auf den Hasen zu und hält ihm sein Gewehr in den Nacken und erklärt, dass er seinen "Hasen-Eintopf" hat. Bugs Bunny ist jedoch bereits auf Daffys Trick vorbereitet und lässt Elmer Fudd glauben, dass er ein Frikassee-Hase, eine nicht weitverbreitete Hasenart ist und dass Elmer Fudd keine Lizenz zum Schießen von Frikassee-Hasen hat. Daffy Duck wird darauf wütend und fragt was das soll. Elmer antwortet, dass er doch keine Lizenz zum Schießen von Frikassee-Hasen hat. Daffy kommt sich veräppelt vor und geht in Bugs Hasenbau und schreibt kurzerhand eine Lizenz zum Schießen von Frikassee-Hasen, da er aber nicht weiß, wie Frikassee geschrieben wird, lässt er sich von Bugs Bunny helfen, der Frikassee buchstabiert, aber statt Hase, buchstabiert er Ente, und als Elmer Fudd seine "Frikassee-Hasen Lizenz" bekommt, erschießt er Daffy. Daffy, der verwirrt darüber ist, schaut sich die "Lizenz" an und bemerkt, dass er reingelegt wurde und sagt, dass er eine dumme Ziege ist. Bugs Bunny hält ein Schild hoch, auf dem Ziegensaison steht, und Elmer glaubt es und knallt Daffy erneut ab. Daffy, voller Ärger, geht auf Bugs Bunny zu und sagt ihm, dass er ein abscheuliches Stinktier ist. Bugs Bunny dreht den Spieß um, sagt, dass Daffy ein abscheuliches Stinktier ist, Daffy ist außer sich und sagt immer wieder "Ich bin ein abscheuliches Stinktier!?" und Bugs hält ein Schild, wo drauf steht Abscheuliche Stinktier Saison hoch, worauf Elmer Daffy wieder abknallt. Als Nächstes sagt Daffy, dass er eine Taube sei und Bugs hält ein Schild, wo drauf steht Taubensaison hoch. Daffy, der langsam genug hat, nimmt Elmer mit hinter einen großen Stein und möchte ihn auf das Jagen von Hasen trainieren, während dessen baut Bugs einen Schneehasen, den Elmer auf Kommando von Daffy abknallt. Elmer, der sich wundert, dass er ihn tatsächlich erwischt hat, wird von Bugs Bunny, der von oben als "Engel" herabkommt, überrascht. Elmer, der sich beim Hasen entschuldigt, wird von einem wütenden Daffy unterbrochen, der sagt, dass wenn Bugs tot ist, er ein Mangust ist. Bugs Bunny hält ein Schild, wo drauf steht Mangustsaison hoch.
Elmer fragt, ob mehr Training nötig ist, und Daffy sagt, dass es so ist. Daffy macht Elmer nochmal klar, dass er nur auf ihn hören soll, während dessen verkleidet sich Bugs als Ente. Daffy Duck erkennt jedoch den Trick und sagt, dass er die Ente erschießen soll, der dusselige Elmer erschießt jedoch Daffy selber. Jetzt dreht Daffy durch und sagt, dass er es liebt von ihm abgeknallt zu werden und verlangt, dass er ihn erschießt. Um Elmer zu verscheuchen, verkleidet Bugs sich als Jagdaufseher und sagt dem verwirrten Elmer, welche Jagdsaison denn nun ist. Es ist Baseballsaison und Elmer dreht durch und schießt nun den Baseball ab. Bugs der sagt, dass sie ihn los sind, fragt Daffy, welche Jagdsaison denn jetzt wirklich ist. Daffy sagt, dass in Wirklichkeit Entensaison ist, und wird darauf von anderen Jägern abgeknallt. Als sich Daffy wieder findet, sagt er nur, dass Bugs abscheulich ist.

## Deutschsprachige Versionen
Der Film ist Teil der 47. Folge der Kompilations-Fernsehserie Mein Name ist Hase, die erstmals ab 1983 im ZDF gezeigt wurde und keine Titel vergab. Eine neusynchronisierte Version des Cartoons gibt es unter dem Titel Duck dich, Duck! in den Sendungen Bugs Bunny und Looney Tunes und Boomerangs Starparade zu sehen.